# Route européenne 28
Pour les articles homonymes, voir E28 et Route 28.
La route européenne 28 (E28) est une route du réseau routier européen reliant Berlin à Minsk en passant par Szczecin, Gdańsk, Kaliningrad et Vilnius. Cet itinéraire, d'une longueur totale de 1 230 km, traverse cinq pays, l'Allemagne, la Pologne, la Russie (oblast de Kaliningrad), la Lituanie et la Biélorussie. 

## Tracé

### Allemagne
- de la ceinture périphérique de Berlin (E 55) à Nadrensee en passant par Prenzlau.

### Pologne
- de Kołbaskowo à Szczecin (E 65) ;
- /  de Szczecin à la Tricité de Gdańsk, Gdynia et Sopot en passant par Goleniów, Koszalin et Słupsk (E 75 E 77) ;
- de la Tricité à Elbląg ;
- (Berlinka) d'Elbląg à Grzechotki.

### Russie
- de Mamonovo à Kaliningrad ;
- de Kaliningrad à Tchernychevskoïe en passant par Nesterov (E 77).

### Lituanie
- de Kybartai à Marijampolė en passant par Vilkaviškis ;
- de Marijampolė à Vilnius en passant par Prienai ;
- de Vilnius à Medininkai.

### Biélorussie
- d'Achmiany à Minsk.